# Alpandeire
Alpandeire è un comune spagnolo di 307 abitanti situato nella comunità autonoma dell'Andalusia.
È il villaggio in cui nel 1864 nacque fra Leopoldo da Alpandeire, beatificato nel 2010.